# Dalmácie (stát)
Dalmácie (latinsky Dalmatia, Dalmacija) byla římská provincie a v letech 454–480 de facto nezávislý stát, kdy se stala útočištěm posledních západořímských císařů po svržení posledního císaře Romula Augustula. Římský vojevůdce germánského původu Flavius Odoacer se stal italským králem a ukořistěné císařské insignie vrátil do Konstantinopole s tím, že jeden císař stačí. Tím historicky ukončil západořímské císařství a uznal formální podřízenost východořímské říši. Odoaker tak vládl Itálii jako suverénní král. Přestože nadále nechával razit mince se jmény obou císařů, neučinil žádné kroky, které by umožnili vypuzenému Nepotovi vrátit se z Dalmácie. Naopak v roce 480 Odoaker Dalmácii dobyl a připojil ji ke svému království.

## Historie
Římská provincie Dalmácie se stala samostatnou bezprostředně po zhroucení Západořímské říše, kdy se většina jejího území včetně Itálie a Říma octla pod nadvládou nově vytvořených germánských státních útvarů. Románskému obyvatelstvu na území západořímské říše se tak podařilo zachovat si nezávislost v rámci dvou nových osamostatněných provincií, tj. Dalmácie v oblasti Ilýrie a také státu římského krále Syagria v oblasti Galie. Ani jeden z těchto státních útvarů neměl dlouhého trvání. Odoaker ovládl Itálii a poslal císařské insignie do Konstantinopole, ale tím vláda západních císařů ještě neskončila. Odoaker formálně oba císaře uznával, v Mediolanu nechal razit mince se jmény obou císařů, Nepotem a východořímským Leonem. Těmito kroky chtěl Odoaker patrně předejít konfliktu s východořímskou říší.

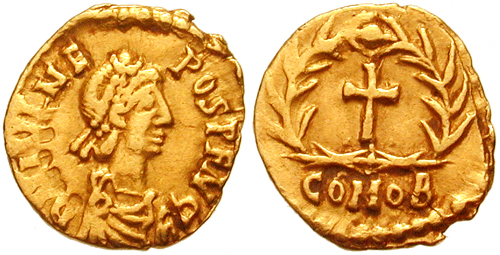
Tremissis s portrétem Julia Nepota

Vládci osamostatněné římské provincie byli Marcellinus (454–468), Julius Nepos (468–480) a krátce Ovida (480), k zásadnímu obratu došlo po Nepotově smrti.
Nepos se totiž nevzdával svého nároku na trůn a snad dokonce konal přípravy k jeho opětnému získání. Jak se ale ukázalo, ani východořímský císař nebyl ochotný jakkoli podpořit Nepota k jeho návratu do Itálie. Místo toho se proti tomu vzepřeli jeho vlastní stoupenci v Dalmácii. Na jaře 480 dva comes Viator a Ovida zavraždili Nepota v jeho venkovském sídle nedaleko Salony. Odoaker brzy využil Nepotovy smrti jako záminky ke vpádu do Dalmácie a po vítězství nad Ovidou ji připojil ke svému království. V Galii o šest let později Syagriovo království rozvrátili Frankové, čímž definitivně zmizely poslední pozůstatky západní římské říše. 
Politickým střediskem Dalmácie bylo město Salona (dnešní Solin) a okolní území zahrnující pobřežní oblasti dnešního Chorvatska, ale i části dnešní Bosny a Hercegoviny, Slovinska a Černé Hory.  